# Guðrøðr Ljómi Haraldsson
Guðrøðr Ljómi Haraldsson (in norvegese: Gudrød Ljome Haraldsson; dopo l'872 – Jæren, ante 927) fu jarl di Møre e Romsdal e in seguito Ringerike, Hadeland e Toten.

## Biografia
Guðrøðr Haraldsson detto il Luccicante (Ljómi) fu il terzo di figlio di re Harald I Bellachioma e Snæfrídr, figlia di Svási il Finnico. Nacque certamente dopo l'872, anno della battaglia di Hafrsfjord, sebbene la data e il luogo siano ignoti. Trascorse la giovinezza insieme ai fratelli nella casa del padre adottivo Þjóðólfr di Hvinir, a Kvinesdal, nell'Agder poi dimorò presso il padre.
In seguito alla morte della madre, di cui re Harald era follemente innamorato, fu allontanato insieme ai fratelli Sigurðr, Hálfdanr e Rögnvaldr. Il sovrano riteneva infatti che la donna lo avesse ammaliato con le arti magiche distogliendolo dal governo del regno. Guðrøðr allora si recò da Þjóðólfr, amico intimo del re, ed insieme si recarono da Harald che allora si trovava nell'Oppland. Þjóðólfr durante un banchetto riuscì a convincere il sovrano a riappacificarsi con i figli affermando che le colpe della madre non sarebbero dovute ricadere su di loro. Harald tuttavia volle che Guðrøðr tornasse a dimorare con Þjóðólfr nell'Agder, che Sigurðr e Hálfdanr stabilissero la propria dimora nel Ringerike e che Rögnvaldr andasse ad abitare nell'Hadeland. Una volta cresciuto, Guðrøðr divenne un valoroso guerriero così come tutti i suoi fratelli.
Verso l'890 buona parte dei figli di Harald erano ormai diventati adulti ed iniziarono a scontrarsi con gli jarl. Ritenevano infatti ingiusto che loro padre non gli avesse conferito alcun potere politico malgrado il loro rango fosse superiore a quello degli jarl. Fu così che nella primavera dell'892 Guðrøðr e il fratello Hálfdanr, raccolta una grande compagnia di soldati, circondarono di soppiatto la dimora di Ragnvald Eysteinsson, jarl di Møre e Romsdal e le diedero fuoco, bruciando tutti i sessanta uomini che si trovavano all'interno. Dopo aver compiuto quest'atto Hálfdanr fuggì con tre langskip verso le Orcadi mentre Guðrøðr si installò quale nuovo signore di Møre. Quando Harald venne a sapere della morte di Rögnvaldr, suo amico intimo e padre della moglie Gyða, montò su tutte le furie e radunato un esercito mosse contro Guðrøðr che fu subito costretto ad arrendersi e ad andare in esilio nell'Agder. Il Møre fu affidato a Þórir il Silenzioso, figlio di Rögnvaldr.
Attorno al 900, quando re Harald aveva ormai all'incirca cinquant'anni, per cercare di placare le continue liti intestine tra i suoi figli e gli jarl, decise di accontentarli conferendo a molti di loro il titolo di re e divise il regno in vari potentati minori le cui rendite sarebbero spettate per metà a lui e per metà al sovrano locale, inoltre ai figli sarebbe stato concesso di sedere sotto il suo seggio ma sopra quello degli jarl. A Guðrøðr toccarono i regni di Ringerike, Hadeland e Toten che divise insieme ai fratelli Sigurðr e Rögnvaldr (Hálfdanr era già morto).
Alcuni anni dopo Guðrøðr si recò a visitare alcuni congiunti nell'Agder e trascorse l'inverno a casa di Þjóðólfr. Giunta la primavera, decise di partire per il Rogaland a bordo della sua nave con l'equipaggio al completo. Al momento della partenza tuttavia il Mare del Nord era in tempesta pertanto Þjóðólfr cercò di dissuadere il figlio adottivo dal salpare in quelle condizioni. Guðrøðr non diede ascolto a quelle parole profetiche per non tardare oltre ma giunto al largo delle coste dello Jæren la sua nave si capovolse e tutto l'equipaggio affogò.